# Piotr Rzepka
Piotr Rzepka est un footballeur polonais né le 13 septembre 1961 à Koszalin.

## Carrière
- 1979-1980 : Gwardia Koszalin ( Pologne)
- 1980-1988 : SKS Bałtyk Gdynia ( Pologne)
- 1988-1990 : Górnik Zabrze ( Pologne)
- 1990-1992 : SC Bastia ( France)
- 1992-1993 : En Avant de Guingamp ( France)
- 1993-1994 : FC Annonay ( France)
- 1994-1996 : AC Ajaccio ( France)
- 1996-1998 : Arka Gdynia ( Pologne)